# 霍姆德尔镇区
霍姆德爾鎮區（Holmdel Township）是一個位於美國紐澤西州蒙茅斯縣的鎮區。根據2010年美國人口普查的結果，該鎮區有16,773人，相較於2000年的15,781人成長了6.3%。
霍姆德爾鎮區是紐約市的郊區且位於澤西海岸西邊15英里（24公里）處。該鎮區最著名的就是貝爾實驗室，那裡是電晶體最早發展的地方。而大爆炸的重要證據也是由阿諾·彭齊亞斯和羅伯特·威爾遜在貝爾實驗室發現的，而兩人也因此貢獻得到了諾貝爾物理學獎。

## 延伸連結
- Holmdel Township's official website （页面存档备份，存于）
- Holmdel Township Public Schools （页面存档备份，存于）
- Data for the Holmdel Township Public Schools （页面存档备份，存于）, National Center for Education Statistics
- Holmdel Police Department （页面存档备份，存于）
- Holmdel Historical Society
- Former Holmdel Nike Missile Site